# Igreja Católica no Turcomenistão
A Igreja Católica no Turcomenistão, Turquemenistão, ou Turcomênia, é parte da Igreja Católica universal, em comunhão com a liderança espiritual do Papa, em Roma, e da Santa Sé. O relatório de perseguição religiosa de 2024 da fundação Portas Abertas considerou o Turcomenistão como o 29.º país que mais persegue os cristãos no mundo. Ainda que a constituição turcomena garanta a liberdade religiosa, na prática ela não existe; todas as religiões, inclusive o islã, são rigorosamente controladas pelo governo. Os cristãos de origem muçulmana enfrentam também a perseguição familiar e social, o que faz com que tenham que esconder sua conversão. Mesmo com a eleição do novo presidente, Serdar Berdimuhamedow, a Fundação ACN também afirma não ter havido melhora nas condições da liberdade religiosa, continuando a ter más perspectivas para esse direto no Turcomenistão. A maior parte dos fiéis são de poloneses e alemães residentes no país, ainda que também haja turcomenos étnicos.

## História

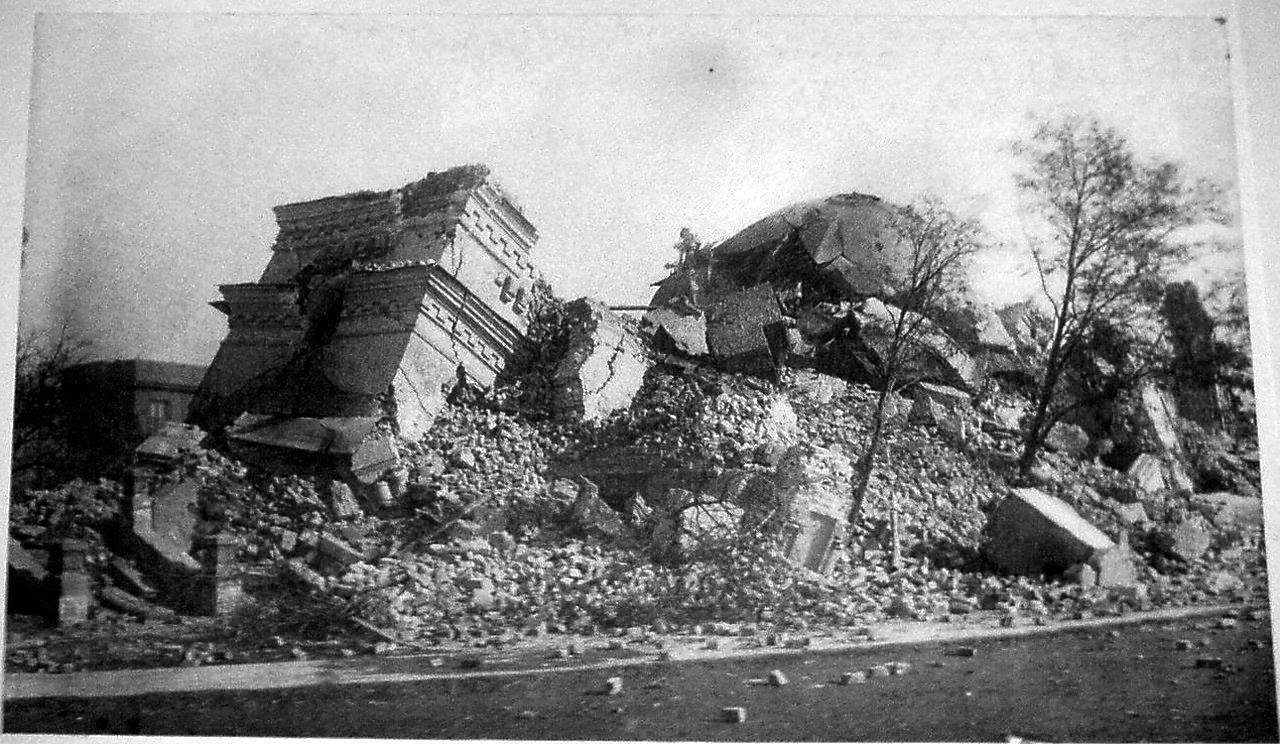
Ruínas da Catedral da Santa Transfiguração, em Moscou, após sua destruição pelo governo soviético em 1933. O mesmo aconteceu a diversas outras igrejas em todo o território do país.

O cristianismo chegou à região que hoje é o Turcomenistão durante o século IV, por missionários nestorianos. Os cristãos permaneceram na região até o século VIII, quando o islamismo foi trazido por comerciantes da Rota da Seda.
Os cristãos voltaram a ter presença em território turcomeno com a invasão do país pelo Império Russo, fazendo com que missionários ortodoxos lá se instalassem. Na década de 1920, o governo soviético iniciou a demolição de igrejas em todo o país. Dados históricos demonstram que a Igreja Católica foi a mais perseguida pelo governo comunista soviético. Os católicos só conseguiram voltar a se instalar durante a Segunda Guerra Mundial, quando a ditadura de Joseph Stalin deportou cidadãos alemães, ucranianos, poloneses e coreanos para os países da Ásia Central.
Em 29 de setembro de 1997, o Papa João Paulo II criou a Missão sui iuris do Turcomenistão, o que abriu as portas para a presença católica no século XXI.

## Atualmente
A Portas Abertas também afirma que, apesar de este ser um país de maioria muçulmana, é errado chamá-lo de "país islâmico"; isso se explica pelos 70 anos de domínio soviético-comunista, com o ateísmo de Estado, que deixaram profundas marcas na sociedade turcomena. O atual governo é composto por herdeiros dos governantes soviéticos ateus, e são amplamente seculares, mantendo grande controle sobre todas as religiões, especialmente o islã. A minoria cristã tem uma fraca influência na sociedade, devido às divisões e falta cooperação entre as denominações.
A publicação e posse de materiais religiosos depende da aprovação do governo, o que significa que parte do conteúdo religioso em língua turcomena circula de forma ilegal. O governo monitora mesquitas e igrejas para garantir que não haja críticas e a polícia constantemente participa das celebrações para acompanhá-las de perto. Multas são geradas por motivos banais, como reuniões consideradas "ilegais", porte de Bíblias, ou mesmo músicas religiosas no celular.
A pior situação é dos cristãos de origem muçulmana, que enfrentam perseguições não apenas das autoridades, mas também de suas famílias, amigos e da comunidade. Os homens são agredidos, ameaçados, deserdados, e têm seus negócios boicotados. Já as mulheres enfrentam prisão domiciliar, casamento forçado, abuso verbal, ameaças, rejeição social e assédio sexual.

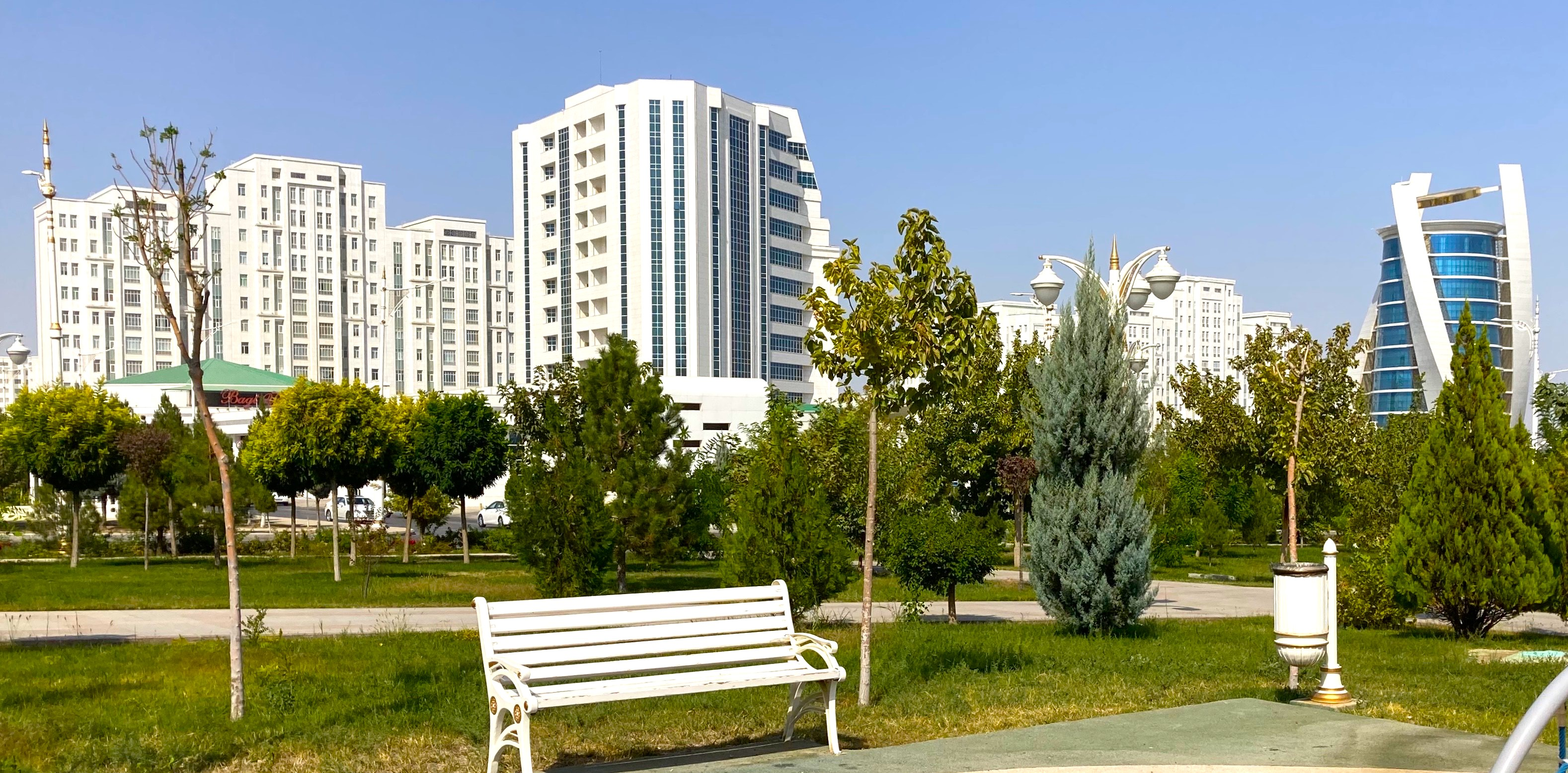
Centro de Asgabade.

Em março de 2010, após 13 anos de espera, o governo turcomeno finalmente reconheceu a Igreja Católica em seu país, autorizando-a a ter uma "presença pública" oficial, e outros benefícios, nos níveis jurídico e pastoral. O principal desafio que tinha que ser superado era o de haver um cidadão turcomeno deveria estar na condução da missão. O padre Andrzej Madej, encarregado da Missão sui iuris do Turcomenistão, afirmou que a aprovação "é uma grande alegria e uma grande esperança", além de um "passo decisivo para a história da Igreja no país". O então núncio apostólico do país, residente na Turquia, Dom Antonio Lucibello, fez uma visita ao país em 17 de julho para se encontrar com representantes do Ministério do Exterior e da Justiça, para expressar sua satisfação e para dar andamento nos passos legais. Com o reconhecimento, a Igreja deciciu também pedir a autorização para construir uma igreja para a comunidade.
Em 2016 entrou em vigor a Lei sobre Organizações Religiosas e Liberdade Religiosa, que exige a renovação do registro dos grupos religiosos a cada três anos. Ela também proíbe o ensino e o culto religiosos privados e realiza o controle da literatura religiosa. Há também a Comissão Estatal das Organizações Religiosas, que tem a missão de supervisionar as atividades religiosas, a nomeação de clérigos islâmicos, a construção de locais de culto, e a importação e publicação de literatura religiosa. As barreiras impostas pelo governo tornam praticamente impossível encontrar exemplares do Alcorão, da Bíblia ou de outros textos religiosos em qualquer idioma. A necessidade de registro também se tornou um grande empecilho, já que os grupos religiosos têm de ter um endereço legal para o registro, e há a dificuldade de adquirir um local próprio. No caso de locais alugados, os senhorios rescindiram os contratos de aluguel para os grupos, temendo represálias do governo turcomeno. Antes de poder-se construir a atual capela existente na capital, as missas e outros serviços religiosos só podiam acontecer na sede da nunciatura apostólica ou nas casas dos fiéis. Em 2006, o número de fiéis era de apenas 64, além de 50 catecúmenos e um grupo de "simpatizantes". Em 20 de outubro de 2019, Dia Mundial das Missões, chegou a Asgabade um novo sacerdote para a missão, o terceiro presente no país, que estaria encarregado  de aprender o idioma turcomeno, já que os serviços religiosos são feitos principalmente em russo; contudo, a influência deste idioma vem diminuindo, e a necessidade de se aproximar dos habitantes que só falam a língua oficial de seu país é cada vez maior. "Este é para nós um passo de alegria e de esperança: conhecer o idioma local abrirá uma nova era para a missão.", afirma o padre Andrzej Madej.
| Quantidade de católicos no Turcomenistão, por ano | 2006 | 2010 | 2014 | 2021 |
| Católicos                                         | 64   | 100  | 150  | 300  |

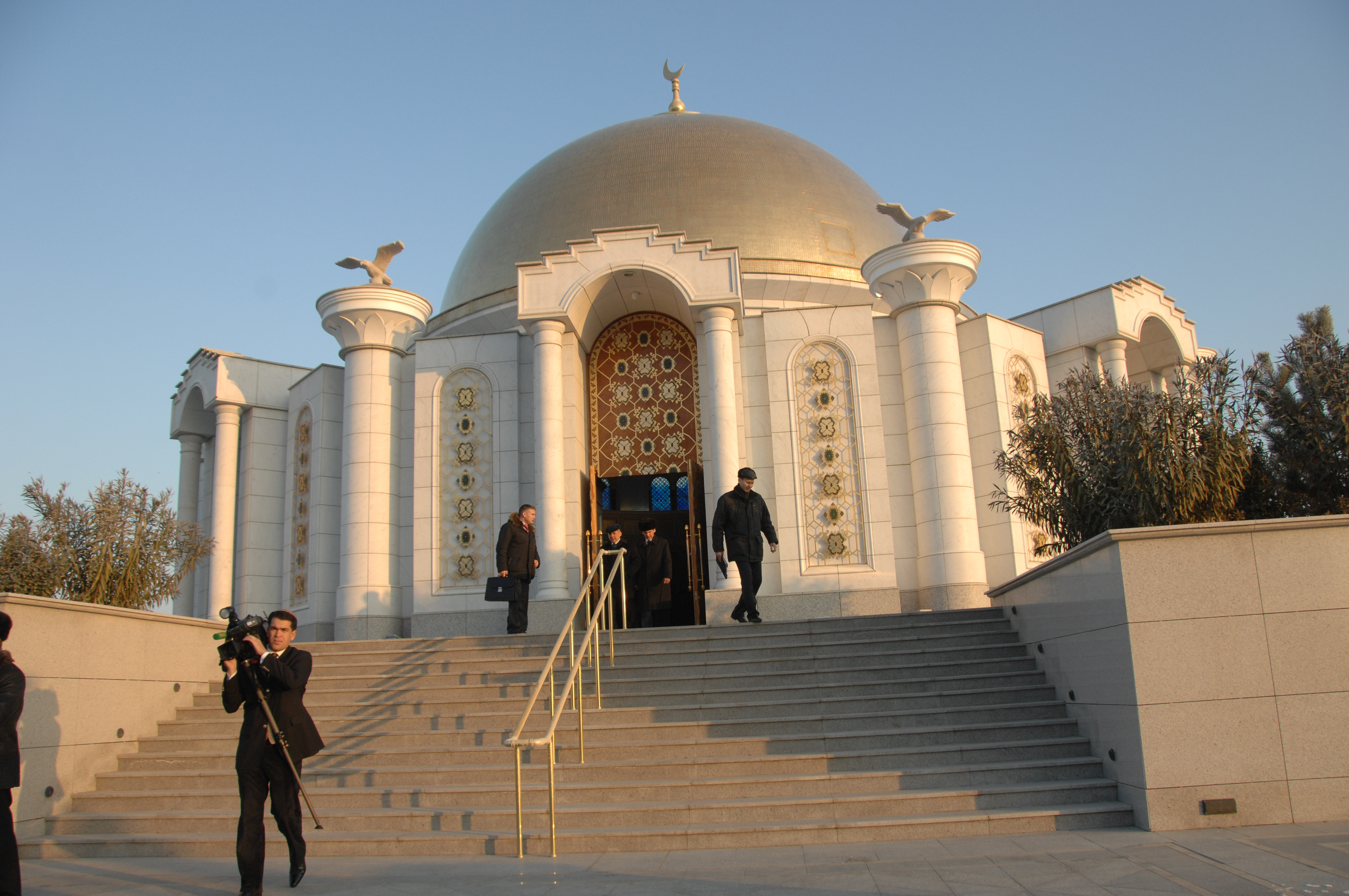
Mesquita Türkmenbaşy Ruhy.

A única igreja católica do país é a capela da Transfiguração, em Asgabade, e é gerida por dois sacerdotes dos oblatos de Maria. As missas são celebradas em russo e inglês. Os desafios impostos pelo governo não impedem a atuação da igreja em hospitais, asilos, e em oferecer a catequese para aqueles que desejam receber os sacramentos. A Igreja turcomena foi amplamente prejudicada pelos impactos da pandemia de COVID-19, já que o governo restringiu a presença de fiéis, e, mesmo após afirmar-se que o Turcomenistão estava livre do vírus, a liberação das atividades demorou a chegar: apenas em 2022.
As eleições de 2022 deram a vitória a Serdar Berdimuhamedow, filho do antigo presidente, Gurbanguly Berdimuhammedow, que renunciou ao cargo. O novo presidente inicialmente mostrou mais devoção religiosa que o pai, e trouxe uma falsa esperança de melhora na liberdade religiosa do país. Ele reabriu os templos religiosos — fechados desde 2020 —, incentivou a construção de uma nova mesquita em cada uma das cinco regiões do país, e fez uma peregrinação a Meca, na Arábia Saudita. Berdimuhamedow também proibiu as mulheres de usarem cosméticos, colorir cabelos, pintar unhas, fazer cirurgias plásticas, e de andar de carro com homens que não sejam familiares, por exemplo, táxis. Aumentou-se também a exigência do governo que líderes islâmicos preguem contra o proselitismo e desestimulem a conversão dos turcomenos a outras religiões, especialmente às não registradas. Os clérigos muçulmanos também foram encarregados de fornecer às autoridades dados sobre os muçulmanos que participam em atividades de outros grupos religiosos. As únicas religiões registradas são o islã, a Igreja Ortodoxa e a Igreja Apostólica Armênia.

## Organização territorial

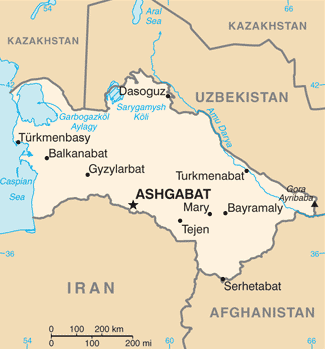
A Missão sui iuris do Turcomenistão cobre todo o território do país.

O catolicismo está presente no país por uma circunscrição eclesiástica de rito romano, a Missão sui iuris do Turcomenistão, que cobre todo o território do país, e possui apenas uma paróquia: a Capela da Transfiguração, em Asgabade, além de dois centros pastorais. Há também a Administração Apostólica do Cazaquistão e Ásia Central, sediada no Cazaquistão, que abrange todos os países da Ásia Central, e é voltado aos fiéis católicos de rito bizantino.

## Conferência Episcopal
A Conferência dos Bispos da Ásia Central reúne os bispos de diversos países: Afeganistão, Azerbaijão, Cazaquistão, Mongólia, Quirguistão, Tajiquistão, Turcomenistão e Uzbequistão, e foi criada em 8 de setembro de 2021. Sua sede fica em Astana, no Cazaquistão.

## Nunciatura Apostólica
A Santa Sé e o Turcomenistão estabeleceram relações diplomáticas em 1996. A Nunciatura Apostólica do Turcomenistão foi criada em 1997, e sua sede fica localizada em Ancara, na Turquia.